# 1987년 한국시리즈
1987년 프로야구 한국시리즈는 10월 21일부터 10월 25일까지 모두 4경기를 치러, 해태 타이거즈가 삼성 라이온즈를 4승 무패로 누르고 통산 세 번째이자 프로야구 첫 2년 연속 우승을 차지했다. 한국시리즈 MVP는 한국시리즈 4경기 동안 무려 12타수 6안타(2홈런) 4타점의 눈부신 활약을 펼친 해태의 김준환이 차지했는데 삼성은 김일융의 일본 복귀, 황규봉의 코치 승격 등 여러 가지 이유 탓인지  투수력이 붕괴된 게 컸다.

## 정규 시즌
| 순위 | 구단   | 승 | 무 | 패 | 승률  |
| ---- | ------ | -- | -- | -- | ----- |
| 1위  | 삼성   | 33 | 0  | 21 | 0.611 |
| 2위  | OB     | 31 | 1  | 22 | 0.583 |
| 3위  | 해태   | 27 | 2  | 25 | 0.519 |
| 3위  | 롯데   | 27 | 2  | 25 | 0.519 |
| 5위  | MBC    | 24 | 3  | 27 | 0.472 |
| 6위  | 빙그레 | 24 | 2  | 28 | 0.463 |
| 7위  | 청보   | 18 | 0  | 36 | 0.333 |

| 순위 | 구단   | 승 | 무 | 패 | 승률  |
| ---- | ------ | -- | -- | -- | ----- |
| 1위  | 삼성   | 31 | 0  | 23 | 0.574 |
| 2위  | 해태   | 28 | 3  | 23 | 0.549 |
| 3위  | 롯데   | 27 | 3  | 24 | 0.528 |
| 4위  | MBC    | 26 | 4  | 24 | 0.519 |
| 5위  | OB     | 20 | 0  | 32 | 0.444 |
| 5위  | 청보   | 23 | 2  | 29 | 0.444 |
| 5위  | 빙그레 | 23 | 2  | 29 | 0.444 |

## 플레이오프 결과
|            | 승리팀                      | 경기 결과 | 상대팀                  |
| ---------- | --------------------------- | --------- | ----------------------- |
| 플레이오프 | 해태 타이거즈(후기리그 2위) | 3 - 0 - 2 | OB 베어스(전기리그 2위) |

삼성이 전.후기 통합 우승을 차지하면서,한국시리즈에 직행했으며, 해태가 OB와의 플레이오프에서 승리, 삼성과 2년 연속 한국시리즈에서 맞붙었다.

## 한국시리즈 경기 결과

### 1차전
10월 21일 - 대구시민운동장 야구장
| 팀                                                                                  | 1 | 2 | 3 | 4 | 5 | 6 | 7 | 8 | 9 | R | H  | E |
| 해태 타이거즈                                                                       | 3 | 0 | 0 | 0 | 0 | 0 | 0 | 2 | 0 | 5 | 7  | 0 |
| 삼성 라이온즈                                                                       | 1 | 1 | 0 | 0 | 0 | 0 | 0 | 0 | 1 | 3 | 11 | 2 |
| 승리 투수: 김대현 패전 투수: 김시진 홈런: 해태 – 한대화(1회 투런), 김성한(8회 솔로) |   |   |   |   |   |   |   |   |   |   |    |   |

삼성은 김시진을, 해태는 김대현을 선발로 기용했다. 그리고 승부는 1회초에 결판이 났다. 1사후 포볼을 고른 이순철이 2루스틸과 삼성포수 이만수의 2루악송구로 3루까지 점령했을 때 김성한이 라이트쪽으로 평범한 플라이를 띄워올렸다. 삼성 우익수 장효조는 3루를 태그업하는 이순철의 빠른 발을 의식, 홈송구를 서두르다 공을 떨어뜨리고 말았다. 이 장면은 포구 후 제2동작에서 낙구한 것인지, 애당초 포구동작에서 낙구한 것인지는 보는 사람마다 견해가 달랐다. 그러나 대체로 전자 쪽이 우세한 가운데 김동앙 선심은 후자로 판정, 타자주자 김성한의 1루 세이프를 선언함으로써 해태에 대량득점 기회가 마련됐다. 뒤이어 한대화가 2점홈런이라는 결정타를 터뜨려 3 대 0을 만들었다. 해태 선발 김대현도 1, 2회말 이만수와 장효조에게 적시타를 허용하며 3 대 2로 쫓겼으나 차동철이 3회 무사1루에서 구원등판, 잔여이닝을 8안타 7탈삼진 1실점으로 막아내 5 대 3 승리를 따냈다. 해태는 8회초 김성한이 솔로홈런, 대타 김일환은 우전적시타로 김시진을 두들기면서 2점을 보태 불안하던 1점차 리드를 승리로 굳혔다.

### 2차전
10월 22일 - 대구시민운동장 야구장
| 팀                                                 | 1 | 2 | 3 | 4 | 5 | 6 | 7 | 8 | 9 | R | H | E |
| 해태 타이거즈                                      | 1 | 1 | 0 | 0 | 0 | 0 | 0 | 0 | 0 | 2 | 5 | 1 |
| 삼성 라이온즈                                      | 1 | 0 | 0 | 0 | 0 | 0 | 0 | 0 | 0 | 1 | 4 | 1 |
| 승리 투수: 김정수 패전 투수: 김기태 세이브: 선동열 |   |   |   |   |   |   |   |   |   |   |   |   |

해태선발은 김정수, 삼성선발은 언더핸드스로 김기태였다. 해태는 투구동작이 크고 느린 김기태의 약점을 기동력으로 파고들며 1회초에만 무려 3개의 도루를 뽑아내면서 김종모의 희생플라이로 기선을 제압했다. 삼성 이만수는 1회말 2사3루에서 내야안타를 때려 1 대 1 동점을 만들었으나 2회초 1사1·3루에서 차영화가 2루를 훔칠 때 2루 악송구를 저질러 3루주자 김준환에게 손쉬운 득점을 허용했다. 이것이 이 게임의 결승점이었다. 경기벽두에 흔들리던 김정수는 2회부터 제 컨디션을 찾아 8회 1사1·3루에서 선동열에게 마무리를 맡길 때까지 무실점으로 호투했다. 삼성 역시 3회부터 릴리프한 양일환이 나머지 7이닝을 3안타 무실점으로 막았으나 ‘사후약방문(死後藥方文)’처럼 선발기용 미스의 아쉬움만 더했다.

### 3차전
10월 24일 - 광주무등경기장 야구장
| 팀 | 1 | 2 | 3 | 4 | 5 | 6 | 7 | 8 | 9 | R | H | E |
| 삼성 라이온즈                                                                                            | 2 | 0 | 0 | 0 | 0 | 0 | 0 | 0 | 0 | 2 | 5 | 1 |
| 해태 타이거즈                                                                                            | 0 | 0 | 2 | 1 | 1 | 0 | 0 | 0 | X | 4 | 9 | 1 |
| 승리 투수: 문희수 패전 투수: 권영호 세이브: 차동철 홈런: 삼성 – 이만수(1회 투런) 해태 – 김준환(4회 솔로) |   |   |   |   |   |   |   |   |   |   |   |   |

해태 노장선수들의 타력이 돋보인 한판이었다. 삼성은 1회초 이만수의 2점홈런으로 앞서나갔다. 그러나 3회말 2사1·2루에서 김성한의 2타점 2루타로 동점을 만든 해태는 4회말 1사후 김준환이 삼성선발 권영호를 우월 솔로홈런으로 두들겨 역전시켰고 5회말에는 1사2루에서 김봉연이 좌전적시타를 터뜨려 4 대 2로 승리를 굳혔다. 1회초 선발 신동수가 홈런을 맞자마자 지체없이 구원에 나선 문희수는 9회 무사1·2루에서 차동철에게 마운드를 넘기기까지 3안타로 삼성 타선을 무실점 처리, 승리투수가 됐고 1차전 승리투수 차동철은 세이브를 따냈다. 

### 4차전
10월 25일 - 광주무등경기장 야구장
| 팀                                                                | 1 | 2 | 3 | 4 | 5 | 6 | 7 | 8 | 9 | R | H  | E |
| 삼성 라이온즈                                                     | 0 | 1 | 0 | 0 | 1 | 0 | 0 | 0 | 0 | 2 | 7  | 2 |
| 해태 타이거즈                                                     | 0 | 2 | 0 | 1 | 3 | 3 | 0 | 0 | X | 9 | 14 | 1 |
| 승리 투수: 김정수 패전 투수: 김시진 홈런: 해태 – 김준환(2회 투런) |   |   |   |   |   |   |   |   |   |   |    |   |

벼랑끝으로 몰린 삼성은 에이스 김시진을 기용하는 수밖에 없었고 해태는 김대현으로 맞섰다. 삼성은 2회초 이종두의 적시2루타로 선제점을 올렸으나 김준환이 2회말 2점홈런으로 전세를 뒤집어 전날의 복사판을 만들었고 4회말 이순철이 추가점 중전적시타를 터뜨리면서 김시진은 강판당하고 말았다. 한국시리즈 통산 7번째 패배였다. 그리고 그는 한국시리즈 무대에 올라설 기회를 다시 얻지 못하고 선수생활을 마감했다. 삼성은 5회초 홍승규의 센터 희생플라이로 3 대 2로 따라붙고나서 2사1·3루의 찬스가 이어졌을 때 비밀리에 연습해두었던 ‘비장의 작전’을 꺼냈다. 장효조가 구원투수 김정수를 상대로 타석에 들어섰을 때 안타를 뽑기가 어렵다고 판단, 1루주자 허규옥이 일부러 견제구에 걸리는 틈에 더블스틸로 동점을 뽑는다는 것이었다. 그러나 1·3루주자의 호흡이 제대로 맞지 않으면서 허규옥만 2루에서 태그아웃 당해 버림으로써 김시진을 패배에서 구출하지 못했다. 위기를 넘긴 해태는 5회말 집중 5안타로 3점, 6회말 김준환의 밀어내기 및 김무종의 2타점 적시타 등으로 3점을 더 보태면서 승세를 결정짓고 9 대 2로 낙승, 4게임만으로 2연패의 영광을 안았다.
- 해태, 한국시리즈 첫 선발 전원안타

## 방송 중계

### TV
| 방송 채널 | 캐스터(한국시리즈 차전) | 해설위원 | 비고 |
| --------- | ----------------------- | -------- | ---- |
| KBS 1TV   | 불명(1), 정도영(3·4)    | 하일성   |      |
| MBC TV    | 불명(2), 임주완(4)      | 김소식   |      |

### 라디오
KBS 제1라디오와 MBC AM 전국공통 주파수에 맞춰 TV를 통해 수중계하였다.